# 雷莫利諾
雷莫利諾是哥倫比亞的城鎮，位於該國北部，由馬格達萊納省負責管轄，距離首府聖瑪爾塔160公里，始建於1752年12月8日，面積599平方公里，海拔高度4米，2005年人口7,840。

## 外部連結
- （西班牙文） Remolino official website[永久]
- （西班牙文） Gobernacion del Magdalena – municipios: Remolino

10°40′N 74°35′W / 10.667°N 74.583°W